# 柏林寺

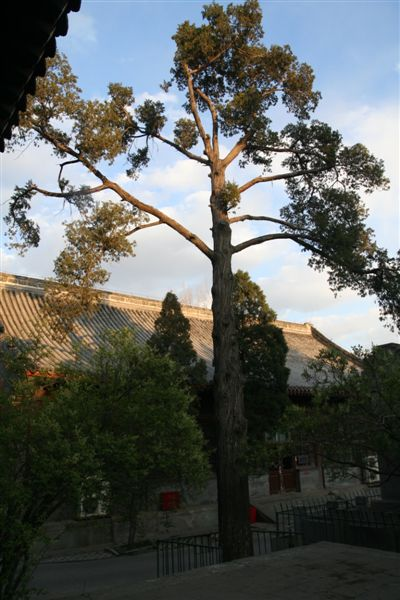
柏林寺院內古柏

柏林寺，位于中國北京市東城區雍和宮大街戲樓胡同1號（舊门牌号为柏林寺四號），是一座汉传佛教寺院，也是“京內八剎”之一。

## 歷史
柏林寺创建於元朝至正七年（1347年）。明朝正统十二年（1447年）重建，寺内原来有国子监祭酒李时勉撰写的重建碑文。明朝宣德年间重修。清朝康熙五十二年（1713年），胤禛为其父康熙帝庆祝六十大寿，特对该寺进行了大规模修葺，康熙帝特赐“万古柏林”匾额，悬挂在正殿内。乾隆二十三年（1758年）又重修，乾隆帝亲自撰写了重修碑文。
该寺后部在清朝曾为佛学院。中华民国时期，曾被用做陆军医院。中华人民共和国成立后，此处曾被用做北京图书馆分馆。1988年初，改为文化部干部学院。如今，该寺主要建筑保存基本完好。1984年被定為北京市文物保护单位，2006年成為全國重點文物保護單位。

## 建筑
柏林寺坐北朝南，规模宏大，占地面积大约为2.4万平方米。建筑分为三路，共有五进院落。中路为主要殿堂：山门、天王殿、大雄宝殿、无量佛殿、维摩阁（又名大悲坛）。
- 照壁：山门前有一字大照壁，左右有墙垣，辟有朝西的街门[1]。
- 山门：面阔三间，进深两间，明间开有四扇隔门，两次间设有四扇槛窗，布瓦屋面，歇山顶。如今山门左右各有六间五檩小式硬山顶倒座房[1]。
- 天王殿：面阔三间，进深两间，明间开有四扇隔门，两次间设有两扇槛窗，布瓦屋面，歇山顶，檐下绘有和玺彩画，匾额为“摩尼宝所”[1]。
  - 钟楼、鼓楼：山门内东西两侧原有钟楼、鼓楼，现已无存[1]。
- 大雄宝殿：位于天王殿北侧，为正殿，面阔五间，进深三间，明间和两次间都开有四扇隔门，两稍间设有两扇槛窗，筒瓦屋面，重檐歇山顶，上檐出有七踩斗栱，单栱双下昂，下檐出有五踩斗栱，双下昂，檐下绘有和玺彩画。匾额为“觉行具圆”。殿内有康熙帝御题“万古柏林”横匾。原来该殿内供奉三世佛，面部丰满，表情生动，体态十分庄严。殿前出有月台，月台前的东西两侧各有一通石碑，为乾隆御制重修柏林寺碑，一为满文，一为汉文，石碑四周有石栏[1]。
  - 东、西配殿：位于大雄宝殿前左右，各面阔五间，进深三间，硬山灰瓦顶。东配殿南侧有清朝康熙四十六年（1707年）铸造的交龙钮大铜钟，高达2.6米，大铜钟周身满刻着往生净土神咒[1]。
- 无量佛殿：位于大雄宝殿北侧，面阔五间，进深四间，明间和两次间都开有四扇隔门，两稍间设有两扇槛窗，筒瓦屋面，单檐歇山顶，三踩斗栱，单下昂，檐下绘有和玺彩画。匾额为“善狮子吼”[1]。
  - 厢房：在大雄宝殿与无量佛殿的东西两侧有厢房各15间，进深五檩，出前廊一步，硬山顶，筒瓦屋面，过垄脊，北端各有一间为通道，分别通往东路和西路[1]。
- 大悲坛：大悲坛院是一座封闭式的院落，院门是随墙式硬山门。院内的大悲坛，又名维摩阁，又称藏经楼，为两层，硬山顶，灰筒瓦屋面。大悲坛东西两侧有配楼，两座配楼与主楼上层前廊之间有叠落廊相连接。正楼有雍正帝题写的匾额“万佛宝阁”，楼内原来供奉七尊木制漆金佛像，并藏有雕刻于18世纪初的全部《龙藏》经版。清朝雍正十一年（1733年），在北京贤良寺设藏经馆，由和硕庄亲王允禄、和硕和亲王弘昼、贤良寺住持超圣等人主持，雍正十三年开始雕版，乾隆三年（1798年）完成，共雕成经版79036块，全藏共有724函，按照千字文编次（“天”字到“机”字），共1669部，7168卷，版式与《永乐北藏》相同。全藏分为正藏、续藏，正藏485函，内容和《永乐北藏》完全相同；续藏239函，与《永乐北藏》相比有增有减。当时印100部，颁赐京内各寺。1935年又印刷22部。经版原来保存在皇宫内的武英殿，乾隆年间为方便印刷取用而转移到柏林寺，1982年又转移到智化寺。1987年文物出版社利用这批经版重印了《龙藏》，经版自此存放在北京市大兴县（今大兴区）一处库房内。经版由梨木制成，宽13厘米，长18厘米，两面刻宇，字体秀劲而工整，特别是佛像、龙碑等版面雕刻精细生动[1]。

西路是行宫，康熙五十二年（1713年）敕建。如今存有两组院落，各为两进。前组的主院是回廊式院落，有歇山式垂花门，出三踩斗栱，正房面阔五间，进深七檩，前后出廊。后院正房都是五间，前后有甬台相连。院内的建筑都是过垄脊硬山屋顶，灰瓦屋面。
东路是僧侣生活区。主体建筑原来是斋堂，但改建为方形殿堂的时间不详，此建筑在近代严重残毁，1994年根据故旧的回忆，并照顾现代使用功能，在原基础上建成一座二层楼阁。楼阁平面呈方形，一层面阔五间，进深五间，外有周围廊，上出腰檐，檐下饰有旋子彩画；二层面阔五间，四周有木栏杆，通开槛窗。屋顶是攒尖顶。
根据记载，柏林寺西部原为禅堂，但是禅堂的具体位置现已无考。